# Radio (medium)
Radio, även benämnt rundradio, är utsändningar av ljudprogram med tal och musik från en radiostation till många lyssnare med radiomottagare. Sändningen sker traditionellt med hjälp av radio – därav namnet – men radio kan även sändas via internet, i vilket fall det kallas webbradio, som prenumerationstjänst via internet kallat podradio eller via signalkabel (till exempel telefonkabel) vilket kallas trådradio. Med radio menar man då egentligen inte mediet, utan radioprogrammet, innehållet av det utsända.
Radiojournalistik liknar TV-journalistik, med den skillnaden att endast ljud kan överföras. Många moderna radiostationer kompletterar dock ofta ljudmaterialet med både text, bild och rörlig bild på sin webbplats. Programmaterialet inleds i regel med en påannonsering ("påa") och avslutas av en avannonsering ("ava"). Båda varianterna görs ofta av den programpresentatör som på- och avannonserar alla programmen under en del av dagen. I avannonseringen ges ofta information om vem som intervjuats sist i inslaget/programmet och vem som var intervjuare eller reporter.

## Historia

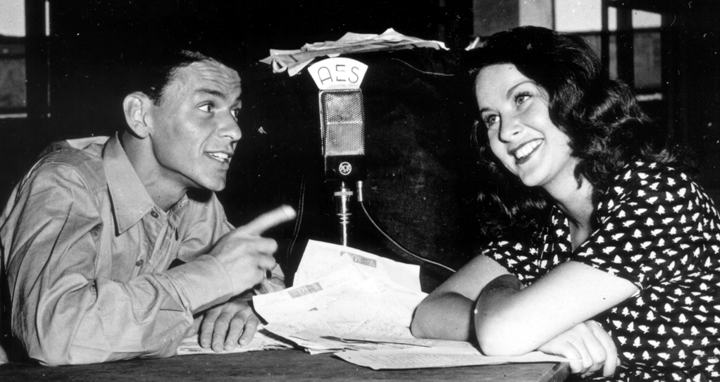
Radion användes bland annat för underhållning under andra världskriget. Här intervjuas Frank Sinatra.

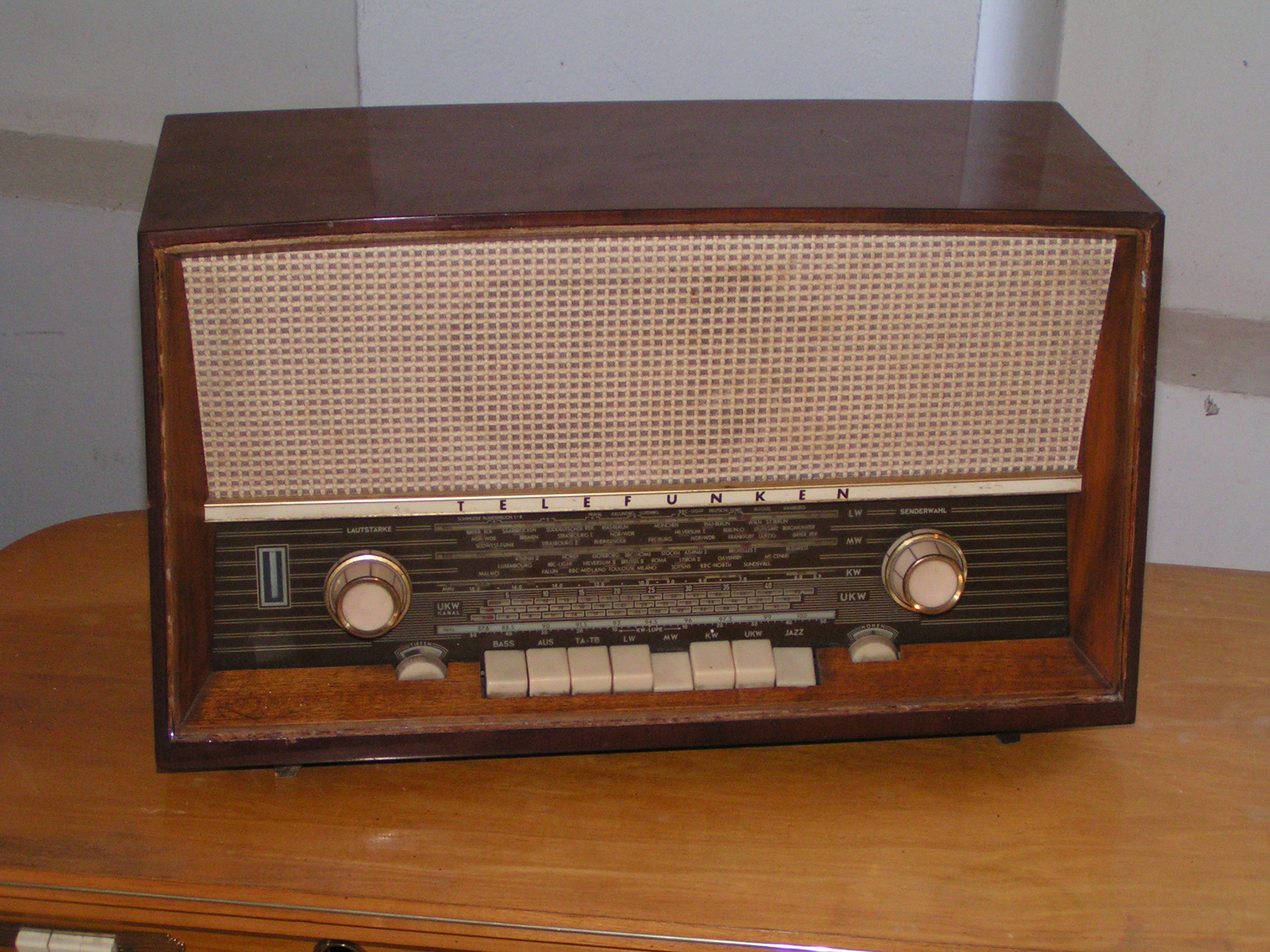
Äldre radiomottagare (1960-tal?).

Genom ett oannonserat program på julaftonen 1906 var ljudradion invigd. Programmet hördes av ett litet antal telegrafister på fartygen utanför New Englands kust. Vid åttatiden på kvällen fick de höra en mansröst i sina lurar, som läste ur Lukasevangeliet, spelade fiol samt en inspelning av Händels Largo och önskade alla en god jul. Den historiska rösten tillhörde uppfinnaren Reginald A. Fessenden, som sände från sitt laboratorium vid Brant Rock i Massachusetts.
Rundradion i kommersiell form är en amerikansk idé från 1920 då Westinghouse Corporation började sina försökssändningar i Pittsburgh. I USA fanns vid denna tid i princip inga restriktioner för att sätta upp sändar- eller mottagarstationer, och det fanns redan ett relativt stort antal amerikanska radioamatörer vid denna tid. Men diskussionen om rundradio som ett alternativ till punkt-till-punkt-kommunikation var mycket levande i bl.a. Tyskland. Rundradioverksamheten spreds mycket snabbt i USA, och i slutet av 1922 fanns mer än 500 stationer för rundradio samt ungefär 1,5 miljoner mottagare (ca 2 % av befolkningen). I Frankrike inleddes rundradiosändningar 1921, i England började Marconibolaget sina första rundradiosändningar 1922 och i Sverige startade Svenska radio AB sina sändningar 1923. Radion blev snabbt ett massmedium, på grund av sin snabbhet och lättillgänglighet. Antalet program var i början begränsat, med sändningar enbart på vissa dagar, och en enda kanal. Senare kom flera kanaler och längre sändningstider. I Sverige var det inte förrän Fotbolls-VM 1958 som antalet tv-apparater kunde tävla med antalet radioapparater. Då spådde många att radion skulle bli en antikvitet, eftersom allt fler fick tillgång till rörliga bilder hemma, men bruket av radio har fortsatt. I Sverige fick Sveriges Radio närmast monopol på sändningsrätter, och i början av 1960-talet blev det därför stort rabalder om de första svenska kommersiella radiokanalerna, Skånes Radio Mercur (som sedermera döptes om till Radio Syd) och Radio Nord, började sända illegalt från fartyg på internationellt vatten. År 1993 blev det tillåtet med reklam i svensk radio. Närradiostationerna var först ut. Kommersiella lokalradiotillstånd auktionerades ut, och 1994 fick i Sverige fler reklamradiostationer, såsom Rix FM, NRJ och Mix Megapol, sina sändningstillstånd.
Under 1980-talet blev det vanligt att låtar från radio spelades in för den egna musiksamlingen. Musikindustrin befarade att detta minskade skivförsäljningen. Därför kom musik- och radioindustrin överens om att ersättning utbetalades då musiken sändes.[källa behövs]

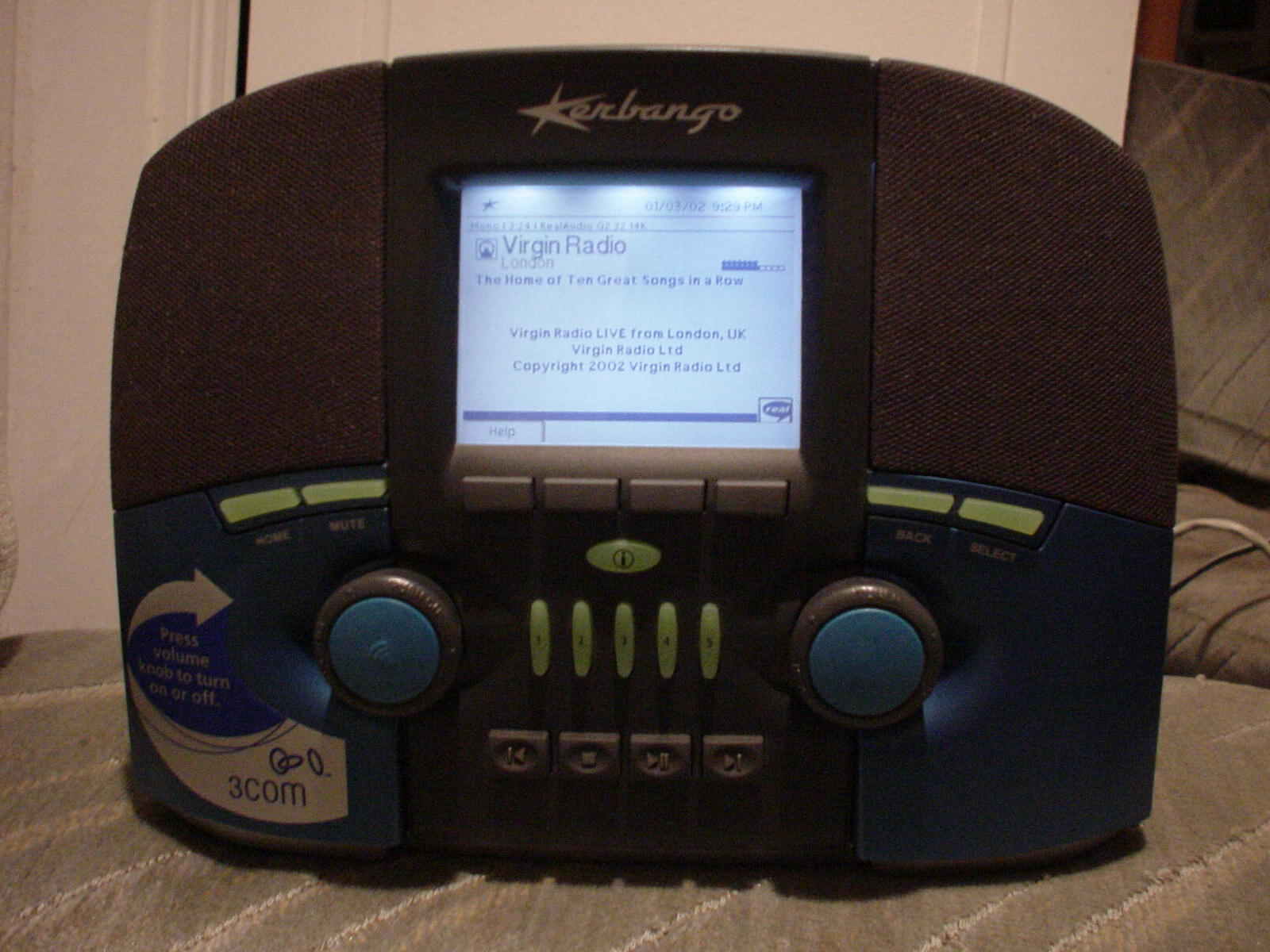
"Radio" för mottagning av sändningar på internet.

Under 1990-talet har det vuxit fram en ny distributionskanal för radio genom internet med webbradio och poddradio, vilket har lett till tusentals nya "radiostationer", varav många specialkanaler med snävt innehåll. Den internetbaserade radion innebär också en global spridning av sändningarna; alla med en fungerande internetuppkoppling kan lyssna på allt. År 2017 visade en undersökning att mer än hälften av de svenska internetanvändarna någon gång lyssnade på en radiostation över internet, 45 procent lyssnade på poddradio och 84 procent lyssnade på radio genom en radioapparat.